# Nervenleitgeschwindigkeit
Die Nervenleitgeschwindigkeit, abgekürzt NLG, gibt an, wie schnell ein elektrischer Impuls entlang von Nervenfasern weitergeleitet wird. Dazu wird – wie in der Physik definiert – der Quotient aus der Ortsdifferenz und der Zeitdifferenz gebildet.
Die Leitungsgeschwindigkeiten von Nervenfasern sind unterschiedlich; sie hängen vornehmlich vom jeweiligen Kaliber des Nervenzellfortsatzes (Axon) und der besonderen Ausbildung einer Gliazellumhüllung (Myelinscheide) ab. Beim Menschen leiten dünne unmyelinisierte (marklose) Nervenfasern die Erregungsimpulse mit etwa 1 m/s (Meter pro Sekunde), wohingegen dicke und myelinisierte (markreiche) Fasern sie mit rund 100 m/s deutlich schneller leiten.
Erstmals gemessen wurde die Nervenleitgeschwindkeit von Hermann Helmholtz.

## Biologische Grundlagen
In den Leitungsstrukturen des peripheren und des zentralen Nervensystems, dessen Nerven bzw. Bahnen, verlaufen nebeneinander Bündel von Nervenfasern. Eine Nervenfaser besteht aus einem langgestreckten Fortsatz einer Nervenzelle und seiner Umhüllung, die von Gliazellen gebildet wird. Der umhüllte Nervenzellfortsatz wird auch Achsenzylinder oder Axon genannt. Axone können nicht nur unterschiedlich lang, sondern auch verschieden dick sein. Mit größerem Axondurchmesser nimmt der Durchmesser der Nervenfaser zu. Dickere Axone leiten schneller als dünne.
Bei Wirbeltieren wie dem Menschen kann um Axone in einem weiteren Entwicklungsschritt eine besondere Form der Umhüllung ausgebildet werden. Dafür wickeln sich Gliazellen mehrfach eng um einen Nervenzellfortsatz, sodass ihn mehrere Lagen ihrer Zellmembran einhüllen. Solche Gliahüllen werden Markscheiden oder Myelinscheiden genannt. Aneinandergereiht isolieren sie das Axon abschnittsweise zusätzlich und erlauben so eine besondere Form der Erregungsleitung. Hierbei werden Aktionspotentiale nurmehr sprungweise (saltatorisch) aufgebaut, an jenen Axonmembranregionen, die zwischen den isolierenden Markscheidenabschnitten freiliegen und in deren Lücken (Ranvier-Schnürringe) regelmäßig aufeinander folgen. Daher leiten myelinisierte Nervenfasern schneller als marklose.
Die Myelinscheiden bilden sich erst während eines Reifeprozesses funktionsabhängig um Axone größeren Durchmessers aus und sind bei markreichen Nervenfasern stärker als bei markarmen. Dünne Nervenfasern bleiben dagegen marklos, auch im Gehirn. Die Leitungsgeschwindigkeit wird durch Myelinisierung verdoppelt bei einer 1 μm dünnen Faser, bei 10 μm etwa verachtfacht.
Eine Erhöhung der Leitungsgeschwindigkeit ermöglicht schnelle Bewegungsabläufe auch dann, wenn Signale in einer Nervenzelle dabei über relativ lange Strecken geleitet werden wie bei größeren Tieren. Während Kopffüßer wie Kalmare dafür nahezu 1 mm dicke Riesenaxone ausbilden, die ein Aktionspotential (AP) kontinuierlich leiten mit etwa 60 m/s, bilden Wirbeltiere hierfür Myelinscheiden aus, durch die ein AP saltatorisch mit ähnlicher Geschwindigkeit geleitet wird, obgleich die Nervenfaser nur ein Hundertstel so dick ist.

## Physikalische Grundlagen
Physikalisch gesehen besteht das Axon einer Nervenfaser aus einer Zellmembran als der isolierenden Hülle, dem Axolemm, und einer Salzlösung als dem leitenden Inhalt, dem Axoplasma. Eine angelegte Spannung wird daher – wie auch bei jedem elektrischen Kabel – nach elektrodynamischen Gesetzen fortgeleitet. Bei einem metallischen Leiter können Impulse so über lange Strecken mit der Geschwindigkeit elektrischer Felder nahe der Lichtgeschwindigkeit übertragen werden. Da jedoch die Nervenzellmembran ein nur unvollständiger Isolator ist und der Elektrolyt einen relativ hohen elektrischen Widerstand hat, verglichen beispielsweise mit einer Kupferader, kommt es entlang der Nervenfaser hierbei zu einem erheblichen Spannungsabfall. Daher können Nervenimpulse nur über eine sehr kurze Strecke rasch elektrotonisch weitergeleitet werden.
Zur Fortleitung von Aktionspotentialen entlang eines längeren Nervenzellfortsatzes ist deshalb ein zusätzlicher Prozess nötig – die Veränderung der Ionenpermeabilität über spannungsabhängige Ionenkanäle der Membran –, womit ein Aktionspotential wiederaufgebaut werden kann. Dies aber ist ein relativ langsamer, aktiver und Stoffwechselenergie beanspruchender Vorgang. Er findet bei Nervenfasern von Säugetieren entweder kontinuierlich fortschreitend oder abschnittsweise weiterspringend statt. Die sich daraus ergebenden Geschwindigkeiten einer Impulsleitung liegen zwischen 0,2 und 120 m/s, wobei hohe Leitungsgeschwindigkeiten nur bei saltatorischer Erregungsleitung erreicht werden. Aufgrund der beteiligten molekularen Strukturen besteht auch eine deutliche Temperaturabhängigkeit. Im physiologischen Bereich nimmt so die Nervenleitgeschwindigkeit um etwa 1–2 m/s pro Grad Celsius zu.

## Axondicke und Nervenleitgeschwindigkeit
→ Hauptartikel: Erregungsleitung
Dicke Axone oder Achsenzylinder übertragen mit höheren Nervenleitgeschwindigkeiten als dünne, wegen des günstigeren Verhältnisses zwischen leitendem Volumen ({\displaystyle V=\pi r^{2}\cdot l}) und Membranmantelfläche ({\displaystyle M=2\pi r\cdot l}), das proportional zum Durchmesser zunimmt ({\displaystyle V/M=r/2=d/4}). Dieser geometrische Zusammenhang gilt allerdings nur für den Längswiderstand, beziehungsweise die Membranlängskonstante.

## Nervenleitung im peripheren Nervensystem
Nervenfasern von Nerven des peripheren Nervensystems können nach verschiedenen Kriterien unterschieden werden. Ein strukturelles Kriterium ist beispielsweise die Dicke und der Aufbau einer Nervenfaser. Andere Kriterien sind beispielsweise die Leitungsgeschwindigkeit oder die funktionelle Zuordnung der jeweiligen Nervenfaser.

### Einteilung der Leitungsgeschwindigkeit nach Erlanger/Gasser
| Fasertyp/-klasse (nach Erlanger/Gasser) | Leitungsgeschwindigkeit | Durchmesser | efferent zu:                      | afferent von / (Einteilung nach Lloyd/Hunt):              |
| --------------------------------------- | ----------------------- | ----------- | --------------------------------- | --------------------------------------------------------- |
| Aα                                      | 60–120 m/s              | 10–20 µm    | Skelettmuskel (extrafusal)        | Skelettmuskel: Muskelspindel (Ia), Golgi-Sehnenorgan (Ib) |
| Aβ                                      | 40–90 m/s               | 7–15 µm     |                                   | Hautrezeptoren (Berührung, Druck) (II)                    |
| Aγ                                      | 20–50 m/s               | 4–8 µm      | Skelettmuskel (intrafusal)        |                                                           |
| Aδ                                      | 10–30 m/s               | 2–5 µm      |                                   | Hautrezeptoren (Temperatur, schneller Schmerz) (III)      |
| B                                       | 5–20 m/s                | 1–3 µm      | Präganglionäre Viszeroefferenzen  |                                                           |
| C (ohne Myelinscheide)                  | 0,5–2 m/s               | 0,5–1,5 µm  | Postganglionäre Viszeroefferenzen | langsamer Schmerz, Thermorezeptoren (IV)                  |

## Nervenleitung im zentralen Nervensystem
Im zentralen Nervensystem – Rückenmark und Gehirn – finden sich die gleichen Prinzipien. Vor allem die Nervenfasern langer Bahnen sind myelinsiert. Doch wird die Markscheide im ZNS von Oligodendrozyten und nicht von Schwann-Zellen gebildet. Auch zeigen sich Unterschiede im Bau der umhüllenden Gliafortsätze sowie in den Komponenten des Myelins. Die Messung der Leitgeschwindigkeiten erfolgt hier anhand von evozierten Potentialen und Magnetstimulation.

## Messung
Die Messung der Nervenleitgeschwindigkeiten ist eine neurophysiologische Standarduntersuchung der Neurologie. Hierbei wird aber nicht die Nervenleitgeschwindigkeit einer einzelnen Nervenfaser gemessen, sondern die Summe der Antworten aller Fasern eines Nervs. Definitionsgemäß wird dabei die schnellste erkennbare Antwort zur Bestimmung der Geschwindigkeit benutzt. In Wirklichkeit leiten die Fasern eines Nerven unterschiedlich schnell, was bei entsprechender Analyse weitere diagnostische Informationen geben kann.

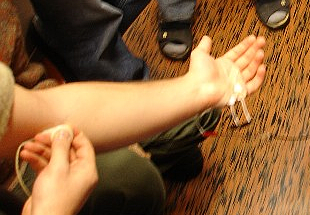
Bild 1: Versuch einer Messung der motorischen Überleitung beim Menschen (Demonstrationszweck: es kann so wie dargestellt nicht funktionieren, denn gereizt wird der N. medianus in der Ellenbeuge und abgeleitet von einem vom N. ulnaris versorgten Muskel (Kleinfingerballen)).

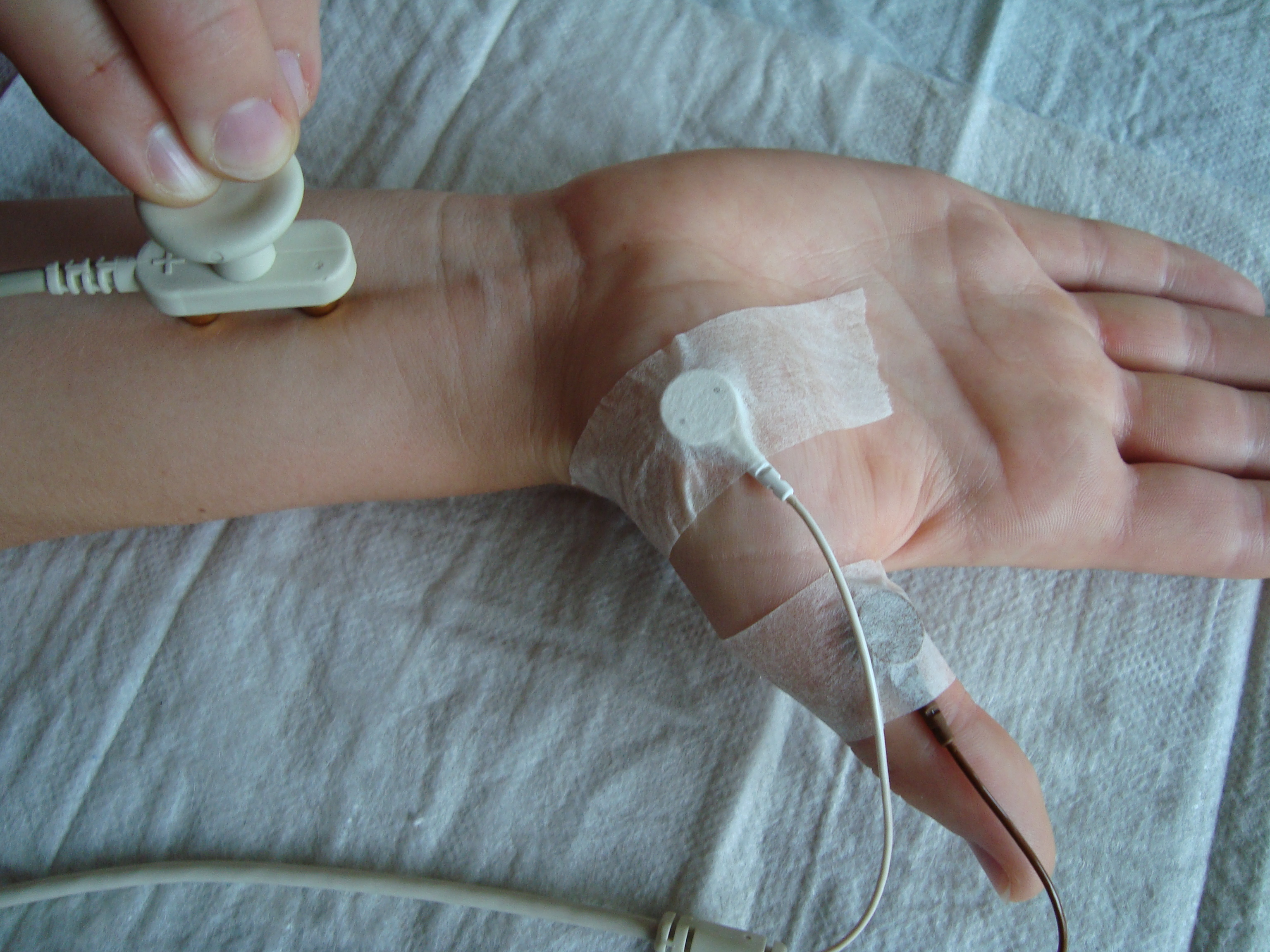
Bild 2

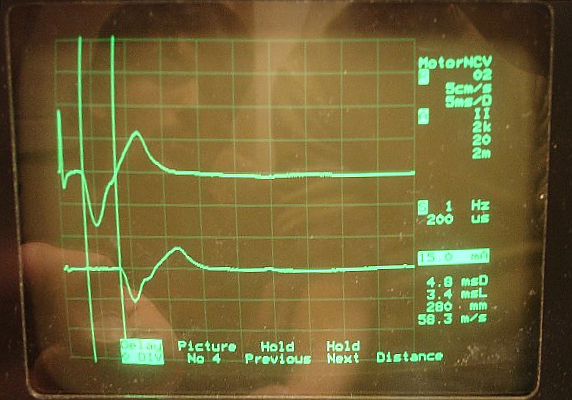
Bild 3: Ablesen der NLG auf einem NLG-Messgerät

Die Messung erfolgt mittels elektrischer Impulseinleitung/Auslesung, gemessen entlang eines Nerves.
Ein Sonderfall ist die Messung der motorischen Überleitungszeit. Da die messbaren Spannungsänderungen eines Nerven an der Hautoberfläche sehr klein und damit fehleranfällig sind, behilft man sich bei motorischen Nerven damit, zwar den Nerven zu reizen, aber die Antwort des Muskels abzuleiten. Da Muskeln mit vielen Muskelfasern eine sehr viel höhere messbare Spannung (Faktor 1:1000) liefern, ist dies leicht möglich. Allerdings geht in die Zeit zwischen Reiz und Muskelantwort (Latenz) nicht nur die Nervenleitzeit ein, sondern auch die Übertragungszeit auf den Muskel über die motorische Endplatte (ca. 0,8 ms) und die Leitungszeit auf der Muskelfasermembran (einige ms). Die Gesamtzeit wird motorische Überleitungszeit genannt. Durch Reiz des Nerven an zwei verschiedenen Orten bei konstanter Ableitposition über dem Muskel kann aber dann eine 'echte' Nervenleitgeschwindigkeit durch Differenzbildung bestimmt werden.
Bild 2: Messung der motorischen Überleitungszeit. Stimulation des Nervus medianus mit zwei Polen einer Goldkontakt-Elektrode an der Hautoberfläche am Handgelenk unmittelbar körpernah des Karpaltunnels; gemessen wird mit einer über dem Musculus abductor pollicis brevis (Daumenballenmuskel) aufgeklebten Elektrode und einer Referenzelektrode am Daumen. Eingestellt werden für den Reiz beispielsweise ein Rechteckpuls mit einer Impulsdauer von 200 µs und eine Stromstärke zwischen etwa 3 und 20 mA, je nach Ort der Stimulation und Dicke und Beschaffenheit des Gewebes.
Bild 3: Dargestellt sind die Ergebnisse von zwei Reizen. Die obere Spur beginnt links zum Zeitpunkt des Reizes (Beginn des Rechteckimpulses). Von dort wandert der Strahl mit der eingestellten Schreibgeschwindigkeit von zum Beispiel 5 ms/Teilstrich nach rechts. Bei Teilstrich 1 (entsprechend einer Latenz von 5 ms) erkennt man den Beginn der elektrischen Muskelantwort als einen Ausschlag nach unten (entgegen der Konvention dargestellt, standardmäßig werden negative Spannungen in der Elektrophysiologie nach oben dargestellt). Dies ist mit dem linken Marker markiert. In der unteren Spur erkennt man einen ähnlichen Ausschlag, aber etwas später (rechter Marker). Offenbar war die Reizelektrode weiter entfernt vom Muskel auf den Nerv gesetzt worden. Die Zeitdifferenz zwischen den Markern ergibt die Nervenleitungszeit. Die Ortsdifferenz der Reizstellen wird zum Beispiel mit einem Bandmaß ausgemessen. Der Quotient aus Orts- und Zeitdifferenz ergibt dann die Nervenleitgeschwindigkeit.

## Indikation
Eine häufige Indikation zur Messung der Nervenleitgeschwindigkeiten ist der Verdacht auf eine Polyneuropathie. Bei dieser Erkrankung kommt es zu einer Störung der Isolation des Nerven (Myelin) und/oder des Nervenfortsatzes (Axons). Als Folge der Schädigung ist eine geminderte Nervenleitgeschwindigkeit messbar. Beim Karpaltunnelsyndrom schädigt der lokale Druck am Handgelenk die Isolation des Medianusnerven, so dass die distale motorische Latenz deutlich verlängert ist.